# Prasinocyma pallidulata
Prasinocyma pallidulata là một loài bướm đêm trong họ Geometridae.